# Macintosh Performa

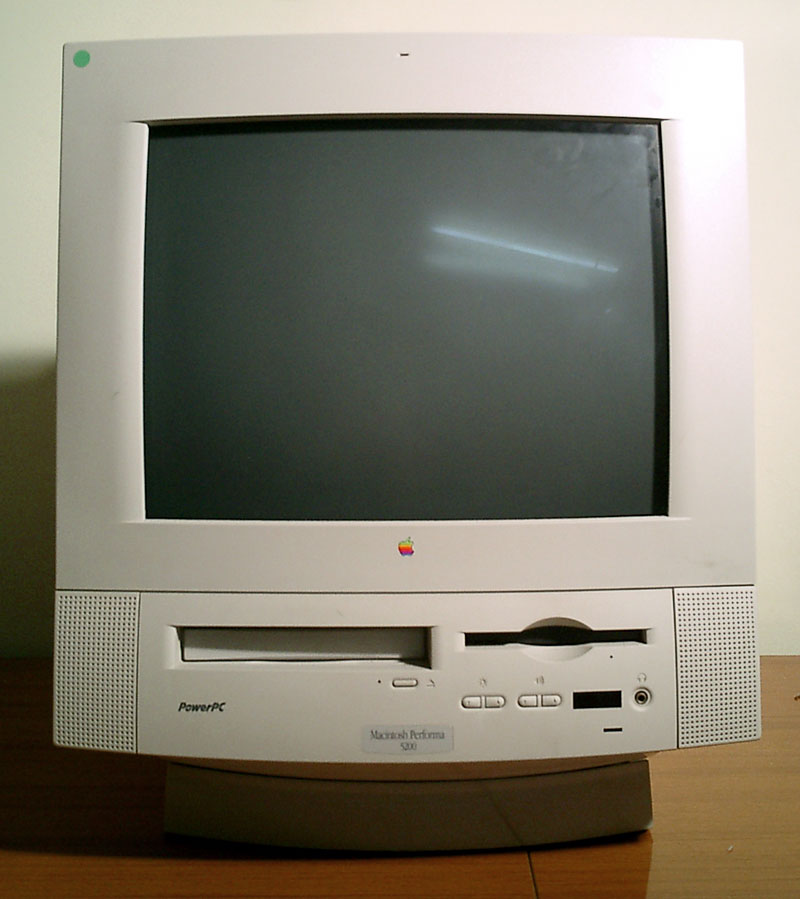
Ein Macintosh Performa 5200, ein all-in-one Desktop ähnlich dem iMac.

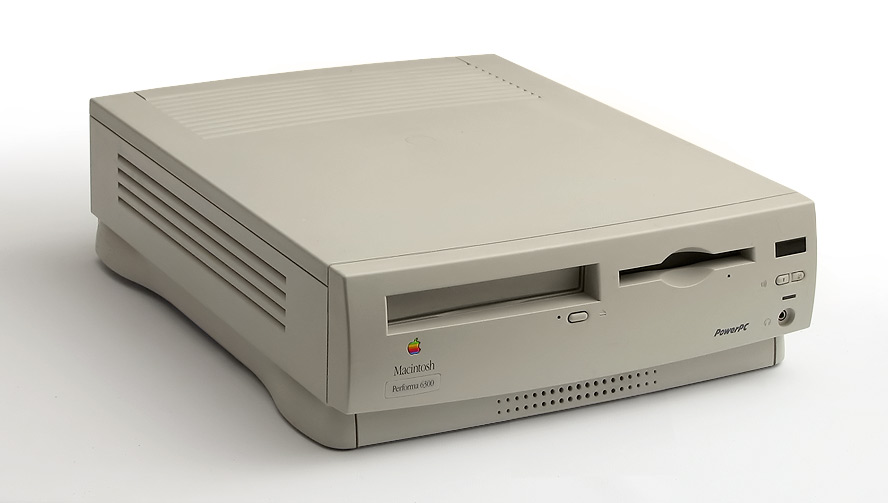
Ein Macintosh Performa 6300, ein Modell im Desktop-Gehäuse.

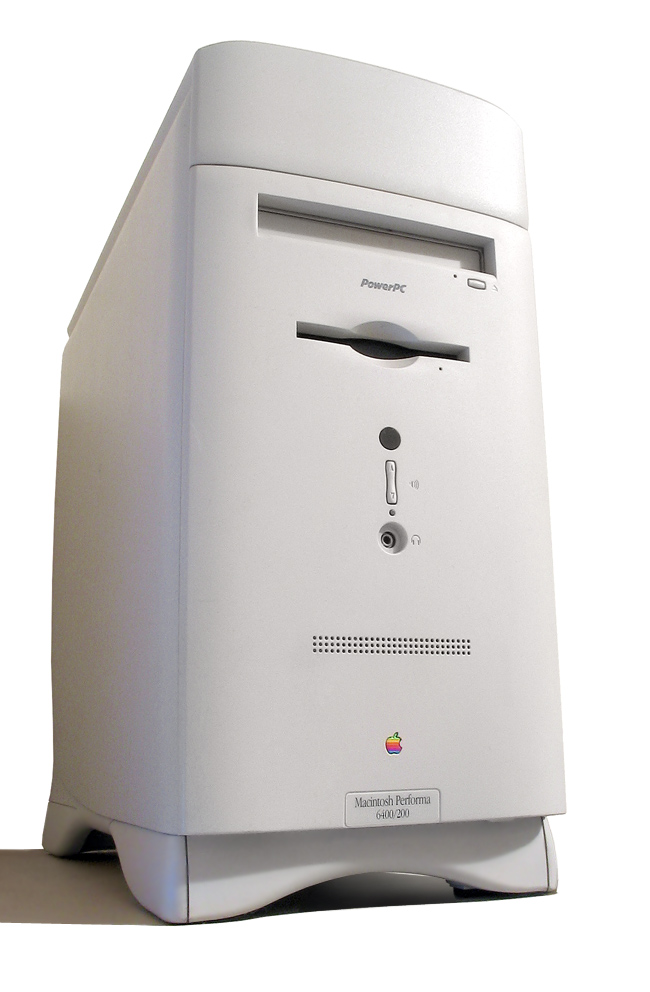
Ein Macintosh Performa 6400, einer der wenigen Performas in einem Tower-Gehäuse.

Macintosh Performa bezeichnet eine Serie von Computern, die Apple im Rahmen ihrer Produktfamilie von Macintosh-Personalcomputern von 1992 bis 1997 produzierte.
Bei der Performa-Serie handelte es sich nicht um eine eigene, einheitliche Baureihe, sondern um eine Auswahl von insgesamt 67 bereits bestehenden Produkten und Produktvarianten, die nachträglich zusätzlich unter dieser Serienbezeichnung zusammengefasst und vermarktet wurden. Apple versuchte mit dieser Serie zum ersten Mal, Heimanwender für ihre sonst eher im professionellen Bereich verwendeten Rechner zu gewinnen.
Bekannte Modelle dieser Serie waren der Performa 200 (eigentlich Macintosh Classic II), der Performa 400 (eigentlich Macintosh LC II) und der Performa 5200 (eigentlich Power Macintosh 5200LC). Im Unterschied zu den regulären Apple-Produkten dieser Zeit wurde die Performa-Serie als Paket mit Monitor und Tastatur und mit vorinstallierter Software (unter anderem ClarisWorks) verkauft. Darüber hinaus war das Betriebssystem leicht modifiziert.
Viele frühe Geräte der Performa-Serie folgten der heute noch im iMac verwendeten Bauweise, bei der Monitor, Hauptplatine und Laufwerke gemeinsam im selben Gehäuse untergebracht sind. Die Modelle unterschieden sich stark in Prozessorleistung und Ausstattung. Besonders beliebt war der Performa 5200, der mit eingebautem TV-Tuner erhältlich war und als kompaktes Fernsehgerät benutzt werden konnte.
Der Performa-Serie wurden ab April 1996 keine neuen Geräte mehr hinzugefügt. Die Produktion des letzten Modells, des Performa 6400, wurde im August 1997 endgültig eingestellt.